# Dittersdorf (Berga-Wünschendorf)
Dittersdorf ist ein Weiler der Stadt Berga-Wünschendorf im Landkreis Greiz in Thüringen.

## Lage
Auf einer Hochlage, westlich der Weißen Elster bei Berga befindet sich im oberen Harnbachtal der Weiler Dittersdorf an der Landesstraße 1083 und der Bundesstraße 175 in einem kupierten Gebiet des östlichen Thüringer Schiefergebirges. Berga/Elster liegt etwa 5 Kilometer entfernt unten im Tal.

## Geschichte
Der Weiler wurde erstmals am 4. Oktober 1209 urkundlich genannt. 60 Einwohner leben im Ort.
Die Gewannflur umfasste 196 ha (1905). Am 1. Juli 1950 wurde der Ort nach Zickra b. Berga eingemeindet, bei der Volkszählung vom 29. Oktober 1946 hatte Dittersdorf eine Wohnbevölkerung von 126 Einwohnern.